# Orignal (navire)
Pour les articles homonymes, voir Orignal (homonymie).
L’Orignal est un bâtiment de 62 canons de la Marine royale française, construit par René-Nicolas Levasseur entre 1748 et 1750 à Québec, en Nouvelle-France. C'est l'un des rares bâtiments de guerre français construits au Canada, mais il est perdu au moment de son lancement. 

## Caractéristiques et historique

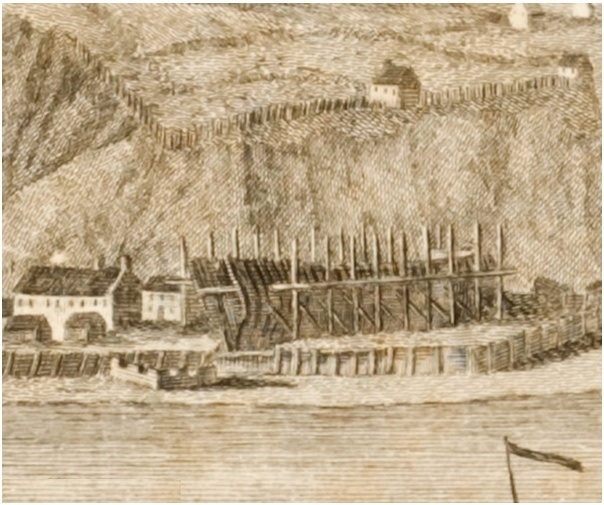
Vaisseau sur cale à Québec dans l'anse du Cul-de-Sac au milieu du XVIIIe siècle. L’Orignal a sans doute été construit sur ce chantier naval.

L’Orignal est mis en chantier en octobre 1748 à Québec, peu après la fin de la guerre de Succession d’Autriche. Il doit son nom à un grand cervidé d’Amérique du Nord. Ses plans sont semblables à ceux du Saint-Laurent construit à peu près en même temps que lui à Québec. 
Bien que portant 62 canons, il est d’un modèle différent des 64 canons qui sont lancés à la même époque car il n’est percé qu’à 12 sabords sur sa batterie basse au lieu des 13 retenus par les arsenaux français de Brest, Rochefort ou Toulon. Les calibres, en revanche sont les mêmes, à savoir : du 24 livres sur la batterie basse (vingt-quatre pièces), du 12 livres sur la deuxième batterie (vingt-six pièces) et du 6 livres sur les gaillards (douze pièces). 
L’Orignal est lancé sur le Saint-Laurent le 2 septembre 1750, mais il échappe aux barques chargées de l’amariner. Il s’échoue et n’est pas jugé récupérable car trop endommagé. Le rapport dressé à l’époque dit qu’il « alla s’échouer juste après son lancement et creva à la marée basse suivante. [Il] fut dépecé sur place. »